# Pierre Enon

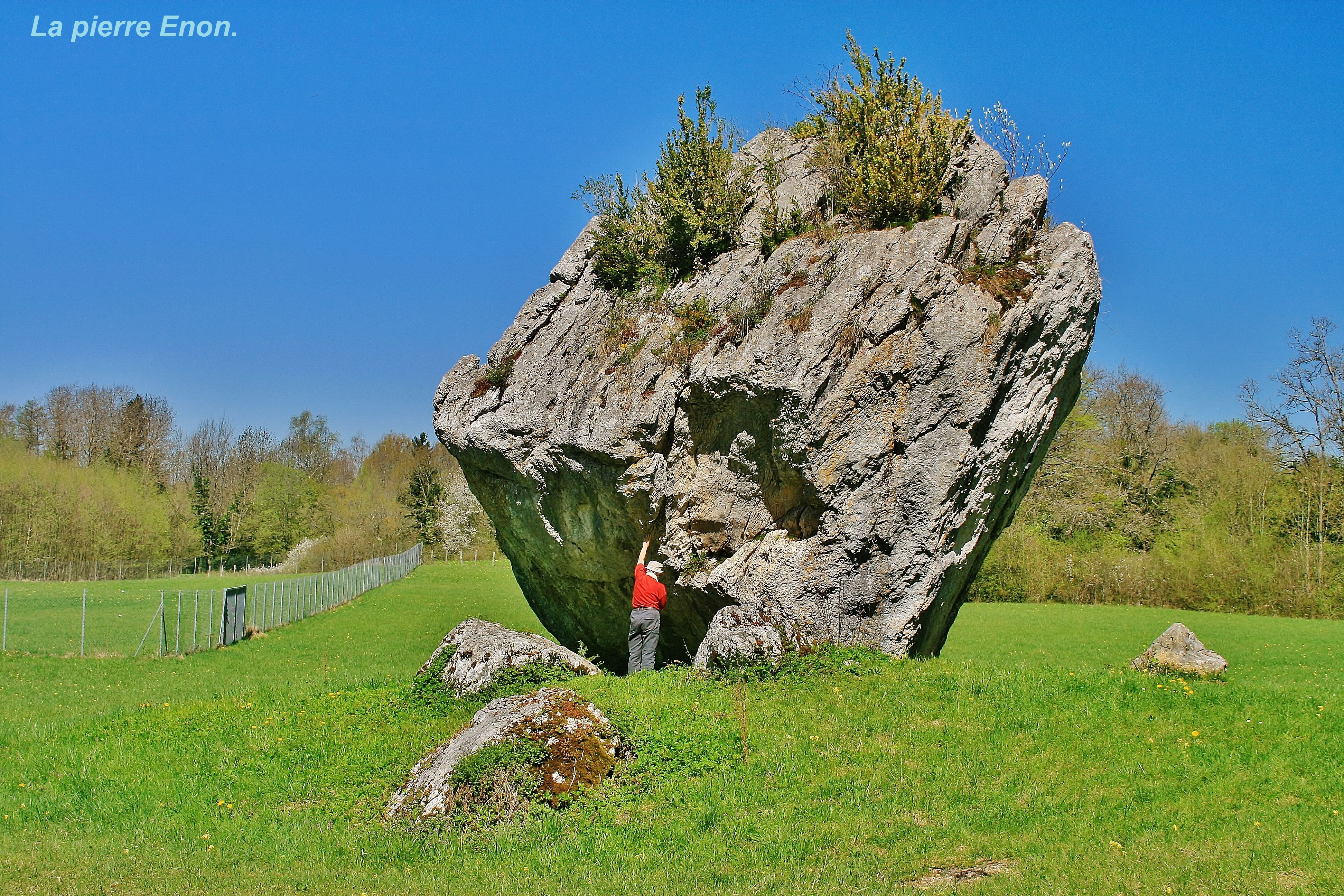
Pierre Enon

Der Findling Pierre Enon liegt in der Nähe der Straße „Chemin de la Pierre Enon“, südlich des Weilers Vogna in der Gemeinde Arinthod im Département Jura in Frankreich.
Ein Gletscher der Rißeiszeit hinterließ den auf der Kante liegenden kubischen Kalksteinfelsen. Es ist etwa 8,0 m hoch und 6,0 m breit. Der Block befindet sich einige Meter von der Klippe entfernt. Möglicherweise wurde er während des Eisrückzugs von der Felswand gelöst und landete am Rand der Eiszunge. Er hat seinen heutigen Platz erhalten, als der Gletscher verschwand. Sein Name stammt vom keltischen „Henon“ oder vom griechischen „Henos“, was „alter Mann“ bedeutet.
Der Legende nach tanzen in der Abenddämmerung manchmal Feen um den riesigen Felsen.